# Sockpuppetry de Internet patrocinada pelo Estado
Internet sockpuppetry patrocinada pelo Estado segue uma lista de exemplos conhecidos ou supostos de internet sockpuppetry patrocinada pelo Estado, trata de programas criados pelos governos com a intenção de direcionar a opinião on-line, neutralizando vozes e comunidades dissidentes, ou alterando a percepção do que é a visão dominante, geralmente através de Astroturfing, dando a impressão de que as origens são movimentos espontâneos e populares.

## Exemplos ocorridos
- China - 50 Cent Party, Internet Water Army, em operação desde outubro de 2004.[6][7]
- Rússia - Web brigades, identificadas primeiramente em abril de 2003.[8][9][10][11]
- Estados Unidos - Operação Earnest Voice, revelada em 2011 - Criada pelo governo americano. O objetivo da iniciativa é usar sockpuppets para espalhar propaganda pró-americana em site de redes sociais fora de os EUA. A Operação foi criada pelo Comando Central dos Estados Unidos.[12][13][14][15]
- Inglaterra - "Online Covert Action" pelo Joint Threat Research Intelligence Group (JTRIG), revelada pela primeira vez em fevereiro 2014.[16]